# Staatspokal von Minas Gerais
Der Staatspokal von Minas Gerais (port: Taça Minas Gerais) war der Fußballverbandspokal des Bundesstaates Minas Gerais in Brasilien. Er wird seit 1973 vom Landesverband der Federação Mineira de Futebol (FMF) mit mehreren Unterbrechungen ausgerichtet. Die letzte Veranstaltung fand 2012 statt.
Ursprünglich als eigenständiges Turnier eingerichtet, war der Pokalwettbewerb zwischen den Jahren 1979 und 1986 als zweite Spielphase in den Wettbewerb um die Staatsmeisterschaft eingebunden gewesen. Seither wird er wieder als eigenständiger Wettbewerb ausgerichtet. Seit 2004 ist mit seinem Gewinn die Qualifikation für den nationalen Pokalwettbewerb von Brasilien verbunden, die Copa do Brasil. Hat ein Verein sowohl die Meisterschaft als auch den Pokal in einer Saison gewonnen, erhält der unterlegene Pokalfinalist den Startplatz für die Copa do Brasil. In Zeiten, in denen der Pokalwettbewerb nicht ausgerichtet wird, geht sein Startplatz für die Copa an einen Vertreter aus der Staatsliga.

## Pokalhistorie

### Gewinner nach Jahren
| - 1973 – Cruzeiro EC - 1974 – nicht ausgetragen - 1975 – Atlético Mineiro - 1976 – Atlético Mineiro - 1977 – Villa Nova AC - 1978 – nicht ausgetragen - 1979 – Atlético Mineiro - 1980 – Uberaba SC - 1981 – EC Democrata - 1982 – Cruzeiro EC - 1983 – Cruzeiro EC - 1984 – Cruzeiro EC - 1985 – Cruzeiro EC - 1986 – Atlético Mineiro - 1987 – Atlético Mineiro - 1988 – nicht ausgetragen - 1989 – nicht ausgetragen - 1990 – nicht ausgetragen - 1991 – nicht ausgetragen - 1992 – nicht ausgetragen - 1993 – nicht ausgetragen - 1994 – nicht ausgetragen - 1995 – nicht ausgetragen - 1996 – nicht ausgetragen - 1997 – nicht ausgetragen - 1998 – nicht ausgetragen - 1999 – UR Trabalhadores - 2000 – UR Trabalhadores | 0 | - 2001 – nicht ausgetragen - 2002 – nicht ausgetragen - 2003 – Uberlândia EC - 2004 – Ipatinga FC - 2005 – América FC - 2006 – Villa Nova AC - 2007 – Ituiutaba EC - 2008 – Tupi FC - 2009 – Uberaba SC - 2010 – Uberaba SC - 2011 – Ipatinga FC - 2012 – Boa EC |

### Statistik
| Titel | Verein                               |
| ----- | ------------------------------------ |
| 5     | Cruzeiro EC                          |
| 5     | Atlético Mineiro                     |
| 3     | Uberaba SC                           |
| 2     | Villa Nova AC                        |
| 2     | UR Trabalhadores                     |
| 2     | Ipatinga FC (2013–2014 als Betim EC) |
| 2     | Ituiutaba EC / Boa EC                |
| 1     | EC Democrata                         |
| 1     | Uberlândia EC                        |
| 1     | América FC                           |
| 1     | Tupi FC                              |